# Emmanuelle Bribosia
Emmanuelle Bribosia (Brussel, 1 oktober 1971) is een Belgisch rechtsgeleerde en magistraat.

## Levensloop
Emmanuelle Bribosia behaalde het diploma van licentiate in de rechten aan de Université libre de Bruxelles in 1994, waar ze dat jaar de Prix Ganshof van der Meersch won. In 2000 promoveerde ze er tot doctor in de rechten en won ze de Prix Alice Seghers. Aan de universiteit was Bribosia van 1994 tot 2002 assistent, van 2002 tot 2005 eerste assistent, van 2005 tot 2010 docent, van 2010 tot 2021 hoogleraar en sinds 2021 gewoon hoogleraar. Van 2007 tot 2018 was ze tevens directrice van het Centre de droit européen en van 2018 tot 2021 vicevoorzitster van het Institut d'études européennes. Op 29 oktober 2021 werd ze tot rechter in het Grondwettelijk Hof benoemd. Ze is of was ook:
- lid van de adviesraad van het Berkeley Center on Comparative Equality and Anti‑Discrimination Law
- medeoprichtster van de Equality Law Clinic
- lid van het European Network of Legal Experts in the Non-discrimination Field
- lid van de interdisciplinaire onderzoeksgroep STRIGES (ULB)
- redactielid van Cahiers de droit européen, Journal européen des droits de l'homme en Revue belge de droit international